# Cargo B Airlines
Cargo B Airlines was een vrachtluchtvaartmaatschappij met als thuishaven Brussel in België. 
De maatschappij was gesticht door Rob Kuijpers, voormalig CEO van Brussels Airlines en DHL. Cargo B vloog met een B747-200F (SCD) en 2 B747-400F. CargoB zette deze B744F in op 3 wekelijkse routes naar Latijns-Amerika (São Paulo, Lima, Quito en Bogota).
Op 7 juli 2009 werd Cargo B Airlines failliet verklaard. Op dat moment had de maatschappij haar vluchten reeds sinds een week gestaakt.